# Elizabeth Gunning (escritora)
Elizabeth Gunning (1769–1823) fue novelista y traductora del francés al inglés. En la década de 1790, fue objeto de una guerra de panfletos relacionada con una supuesta relación con Lord Blandford. Gunning y su madre fueron acusadas de crear una serie de cartas falsificadas, supuestamente escritas por Blandford y su padre, el duque de Marlborough, que se publicaron como prueba de que Blandford le había propuesto matrimonio a Gunning. Tras el escándalo, Gunning siguió los pasos de su madre, la novelista Susannah Gunning, con una prolífica carrera como escritora. Publicó doce obras de ficción y cinco traducciones entre 1794 y 1815. Gunning se casó con James Plunkett, un oficial militar irlandés, en 1803 y continuó publicando con «Sra. Plunkett» y «Señorita Gunning» en la portada de sus obras. Falleció en 1823.

## Biografía

### Primeros años de vida
Gunning fue hija única de la escritora Susannah Gunning y el oficial militar John Gunning (1742-1797). Nació en 1769 en el norte de Gran Bretaña, donde su padre era ayudante general adjunto, y se crio en Edimburgo, Escocia. Durante la guerra de Independencia de los Estados Unidos, su padre sirvió en el extranjero; a su regreso, la familia se trasladó a Langford Court en Lower Langford, Somerset. En junio de 1788, se mudaron a Londres, donde alquilaron casas en Saint James's Place y Twickenham.

### Rumores de compromiso
Dos de las tías paternas de Gunning contrajeron matrimonios sorprendentes con miembros de la aristocracia: Maria se convirtió en condesa de Coventry y Elizabeth se convirtió en duquesa, primero de Hamilton y luego de Argyll. Eran bastante conocidas por su belleza y ascenso social, y a menudo se veía a Gunning siguiendo sus pasos en su propia búsqueda de un marido aristocrático. Cuando los Gunning se mudaron a Londres, circularon algunos rumores de que Isabel también probablemente contraería un matrimonio de alta alcurnia con su primo George Campbell, heredero del duque de Argyll. Estos rumores fueron reemplazados en 1791 por rumores sobre su relación con George Spencer-Churchill, heredero del duque de Marlborough, entonces conocido como el marqués de Blandford.

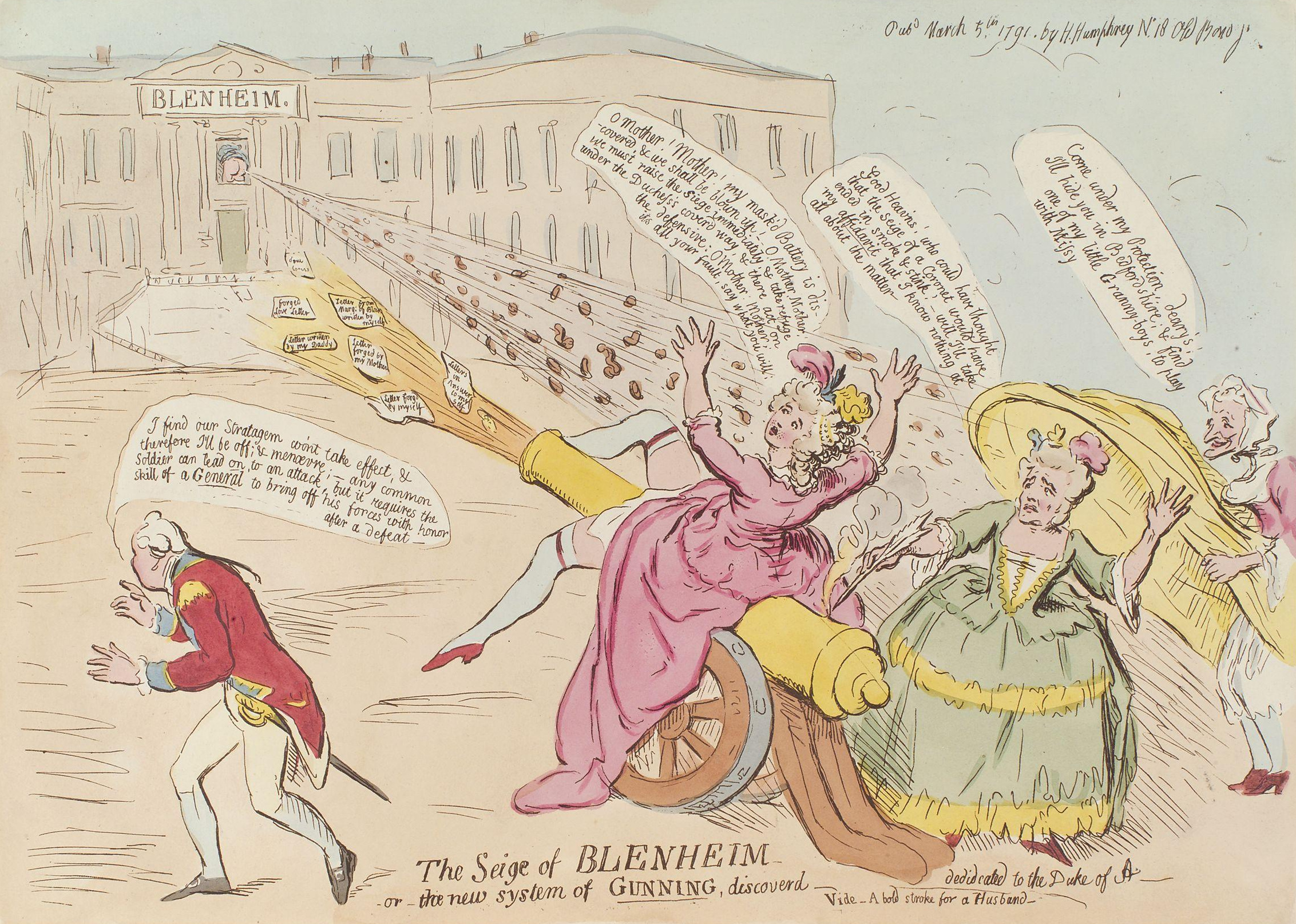
Caricatura de James Gillray. Gunning está en el cañón que dispara cartas de amor falsificadas en el Palacio de Blenheim (sede de los duques de Marlborough).

Los verdaderos acontecimientos de la relación de Gunning con Blandford son difíciles de discernir. Gunning les dijo a sus amigos cercanos en el otoño de 1790 que estaba comprometida con Blandford. En febrero de 1791, su padre escribió al padre de Blandford preocupado porque no se había fijado una fecha para la boda; más tarde ese mes, expulsó a Gunning y a su madre de su casa, aparentemente furioso por un plan relacionado con el compromiso. Juraron declaraciones juradas de inocencia y se mudaron con la abuela de Blandford, la duquesa de Bedford, quien las defendió. La especulación sobre la relación de Gunning y Blandford fue un tema de debate público durante meses. El escritor Horace Walpole estaba entre los comentaristas a medida que se desarrollaban los acontecimientos, y el satírico James Gillray produjo tres caricaturas de las Gunning. Se publicaron cartas supuestamente de Blandford y su padre como prueba de que Blandford había abandonado cruelmente a Gunning, y luego se expuso que eran falsificaciones. Las cartas falsificadas evidentemente pretendían presionar públicamente a Blandford para que se casara; otros rumores menos probables sugerían que las cartas, en cambio, pretendían provocar una oferta de matrimonio celosa del primo de Gunning, o romper un compromiso existente con ese primo para ahorrarle al padre de Gunning el coste de su dote. El escándalo se volvió contra los falsificadores. La madre de Gunning publicó un panfleto de 147 páginas en el que culpaba a su marido de intentar imputar a su inocente hija el delito capital de falsificación. Relataba los acontecimientos de forma novelesca, y se reimprimió varias veces debido a sus populares ventas. En aquella época, Gunning y su madre fueron generalmente consideradas culpables de la falsificación, aunque hoy los historiadores consideran plausible que el padre de Gunning fuera el responsable. Gunning y su madre se mudaron temporalmente a Francia para escapar del escándalo.

### Escritura

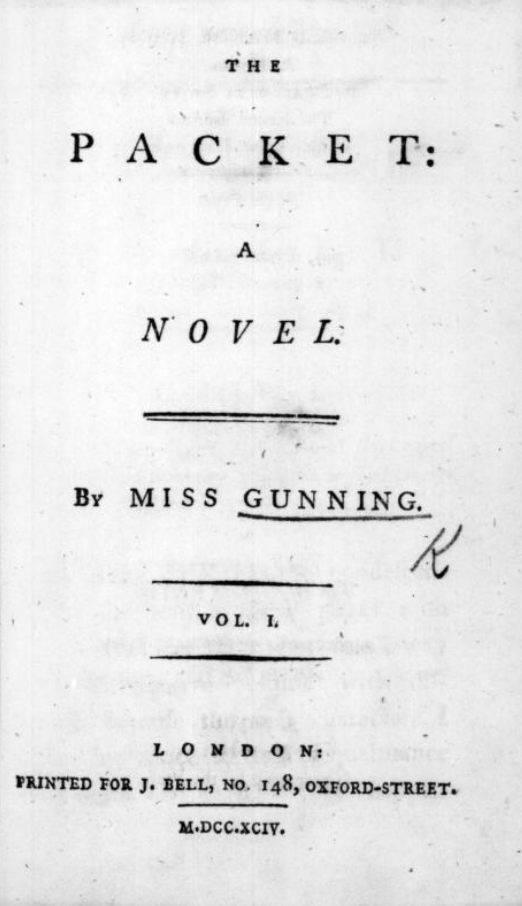
Página de título de The Packet, la primera novela de Gunning.

Gunning comenzó su carrera como autora en 1794 y finalmente publicó ocho novelas, cinco traducciones del francés y cuatro libros infantiles. Su primera novela, The Packet (1794), comienza con un prefacio que afirma que era una aficionada reticente presionada para escribir, pero la historiadora literaria Pam Perkins argumenta que esta autopresentación es un cliché de marketing. Perkins describe a Gunning como altamente profesional en la gestión de su carrera. A diferencia de muchos escritores que escribieron «sobre la especulación» (primero completaban un manuscrito y luego intentaban venderlo a un editor), Gunning consiguió un contrato antes de comenzar a escribir The Packet. Cuando escribió más de los cuatro volúmenes contratados, eliminó el material adicional para venderlo por separado como su segundo libro, Lord Fitzhenry. La gran mayoría de las novelas de este período se publicaron de forma anónima, pero The Packet se publica con el nombre altamente reconocible de Gunning en la página del título, e incluso después de su matrimonio, sus novelas siguen señalando que la «Sra. Plunkett» debería ser conocida por los lectores como «Srta. Gunning».
Todas las obras de Gunning fueron reimpresas y pirateadas con frecuencia durante su vida, lo que indica una exitosa carrera como escritora. Perkins afirma: «La suya no fue una carrera literaria deslumbrante, como la de Burney o Smith, pero fue sólida y respetable». Sin embargo, tras su muerte, sus obras cayeron pronto en el olvido. La valoración de Isobel Grundy sobre su obra es mixta: «Las primeras novelas de Elizabeth Gunning son, como las de su madre, sentimentales, con un humor pesado, moralismo trivial, un estilo pretenciosamente elaborado y una intensa conciencia de clase. Cada mujer escribió de forma más interesante, con mayor crítica social, más adelante en su vida». La traducción francesa más célebre de Gunning fue de La pluralidad de los mundos de Bernard Le Bovier de Fontenelle, escrita por primera vez en 1686.

### Últimos años y muerte
El padre de Gunning murió en 1799, y ella recibió una herencia sustancial. En 1803, Gunning se casó con el mayor James Plunkett de Kinnaird, condado de Roscommon. Tuvieron varios hijos, incluido un hijo llamado Gunning Plunkett.
Gunning falleció el 20 de julio de 1823 en Long Melford, Suffolk. Su esquela en The Gentleman's Magazine la describió como «una dama dotada de muchas virtudes y considerables logros».

## Obras

### Novelas
- The Packet, 4 vols. 12 meses, Londres, 1794.
- Lord Fitzhenry, 3 vols. 12 meses, Londres, 1794.
- The Foresters, 4 vols. 12 meses, Londres, 1796. En realidad una novela original que pretende ser una traducción del francés.
- The Orphans of Snowdon, 3 vols. 12 meses, Londres, 1797.
- The Gipsey Countess, 5 vols. 12 meses, Londres, 1799.
- The Village Library, 18mo, Londres, 1802.
- The Farmer's Boy, 4 vols. 12 meses, Londres, 1802.
- The War-Office, 3 vols. 12 meses, Londres, 1802.
- Family Stories; or Evenings at my Grandmother's, etc., 2 vols. 12 meses, Londres, 1802.
- A Sequel to Family Stories, etc., 12 meses, Londres, 1802.
- The Exile of Erin, 3 vols. 12 meses, Londres, 1808.
- The Man of Fashion: a Tale of Modern Times, 2 vols. 12 meses, Londres, 1815.

### Traducciones del francés
- Memoirs of Madame de Barneveldt, 2 vols. 8vo, Londres, 1796. [3]
- The Wife with two Husbands: a tragi-comedy, in three acts [and in prose]. Translated from the French (of Pixèrecourt), 8vo., Londres, 1803. Presentó esta obra, junto con una ópera basada en ella, sin éxito en Covent Garden y Drury Lane. [3]
- Plurality of Worlds, de Fontenelles, 12mo, Londres, 1803. [3]
- Malvina, de Madame C—— (Cottin), 4 vols. 12 meses, Londres, 1804.[3]
- Dangers through Life; or, The Victim of Seduction, Londres: J. Ebers, 1810. Gunning presentó esta traducción de Les Malheurs de l'inconstance (1772) de Claude-Joseph Dorat como su propia obra original.[10]